# Howick (Nieuw-Zeeland)
Howick is een voorstad van Manukau ten oosten van Auckland op het Noordereiland van Nieuw-Zeeland. Howick is vernoemd naar Henry George Grey. Zijn familiehuis in Northumberland, Engeland, heette Howick Hall.

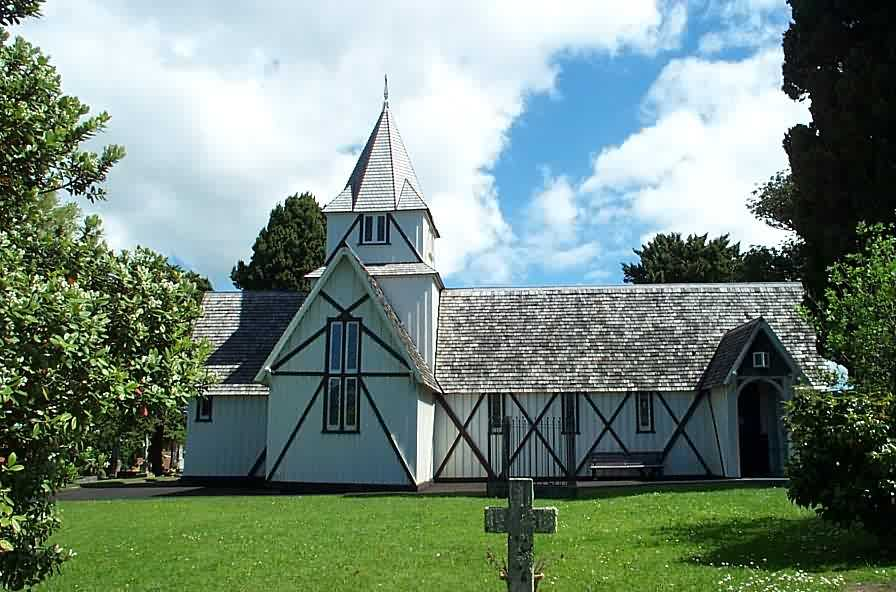
All Saints Church
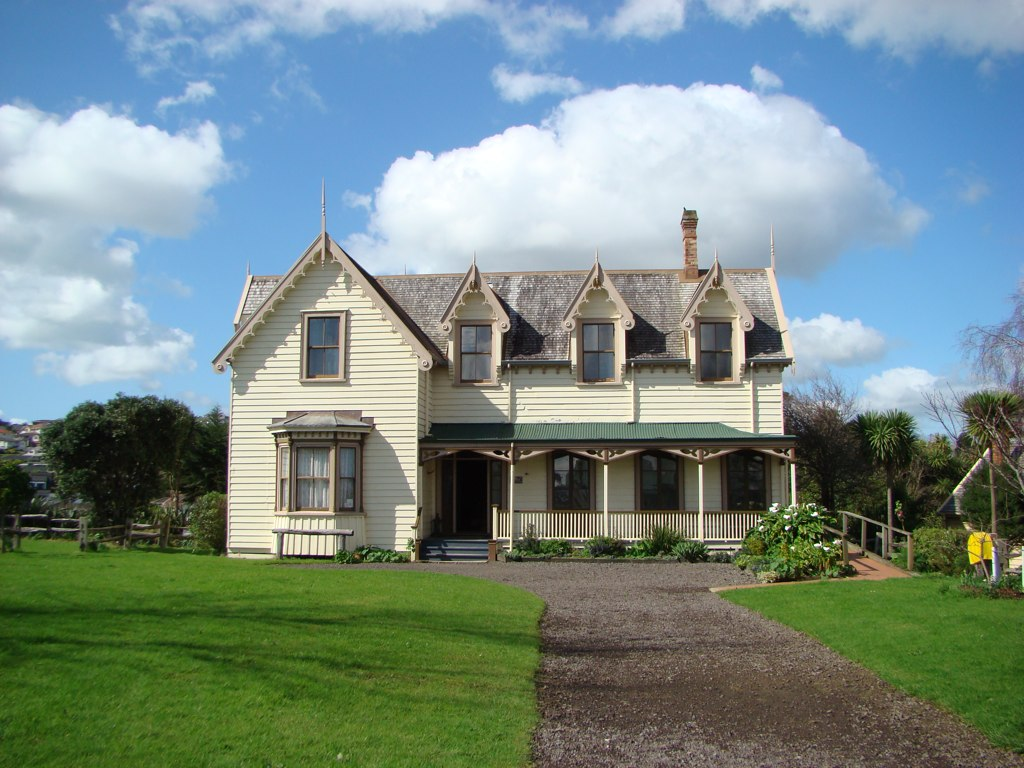
Howick Historical Village

## Geschiedenis
De lokale iwi (Māori stam) van Ngai Tai leefde hier al minstens duizend jaar in hun Pā (Māori dorpen) op Ohuia Rangi, Te Waiarohia en Tuwakamana. Het gebied rond Howick was onderdeel van een aankoop door William Thomas Fairburn, die samen met zijn gezin een missionarispost stichtte bij Maraetai in 1836. De Ngai Tai vroegen hem 162 km² land te kopen tussen de Tamaki River en Wairoa River om aanvallen door de Ngapuhi en Waikato stammen te voorkomen.
In 1840, na het verdrag van Waitangi, nam de overheid 146 km² over waar de nederzettingen Otahuhu en Howick werden gebouwd en verkocht de rest aan de immigranten en gaf de Māori een deel van hun land terug.
De Māori verwelkomde de nieuwe bewoners van Howick en werkte samen en handelde met de Howickers. In 1865 werd Howick een district en in 1922 werd het een onafhankelijke stad.
Vanaf het einde van de jaren veertig tot de jaren zeventig Groeide Howick razendsnel.
In 1990 werd Howick een stadswijk van Manukau.